# Cybaeus urabandai
Espèce
Cybaeus urabandai est une espèce d'araignées aranéomorphes de la famille des Cybaeidae.

## Distribution
Cette espèce est endémique de Honshū au Japon,. Elle se rencontre dans les préfectures  de Yamagata et de Fukushima.

## Description
Le mâle holotype mesure 11,10 mm et la femelle paratype mesure 11,50 mm.

## Étymologie
Son nom d'espèce lui a été donné en référence au lieu de sa découverte, le plateau Urabandai.

## Publication originale
- Ihara, 2004 : Descriptions of large- and medium-sized species of the genus Cybaeus (Araneae: Cybaeidae) from the Tohoku district, northern Honshu, Japan. Acta Arachnologica, vol. 53, no 1, p. 35-51 (texte intégral).